# Mitch Morgan

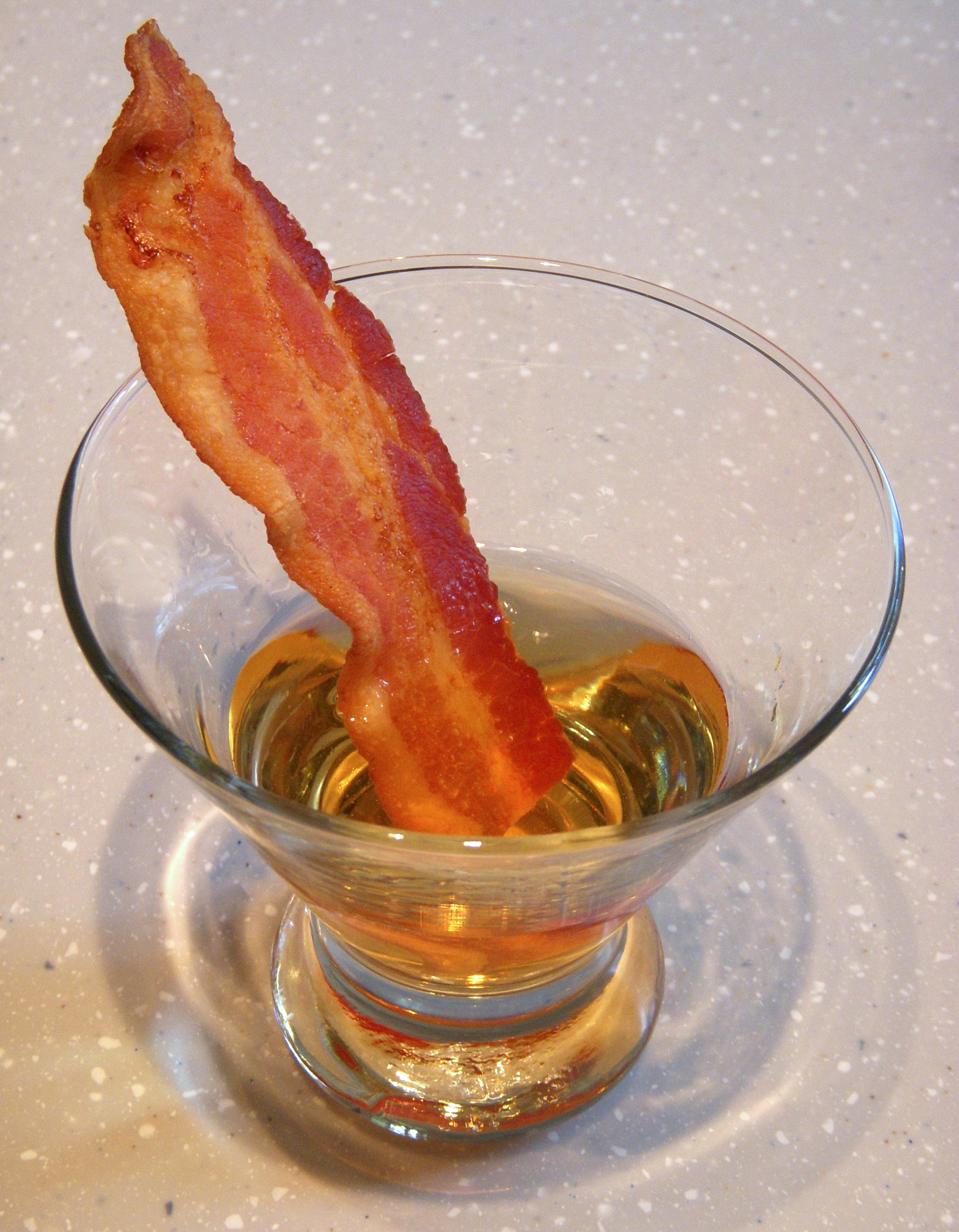
Mitch Morgan

Un Mitch Morgan est un cocktail alcoolisé composé de bourbon servit avec un morceau de bacon grillé comme garniture.
Nommé d'après le nom de son créateur, ce cocktail est populaire au Fat Alley Barbecue à Telluride. Le breuvage a inspiré la création du sel de bacon de J&D's Down Home Enterprises (en),.

## Historique
Le 28 octobre 2008, on sert des Mitch Morgan grâce à une collecte de fonds caritative organisée par J&D's Down Home Enterprises au Heavens night club de Seattle. L'événement était l'occasion du lancement de la Baconnaise (en) et du Bacon Lip Balm (en).
Le cocktail est composé de bourbon Maker's Mark et de bacon du « Bacon is Meat Candy Bacon Club ». Environ un millier de Mitch Morgan sont vendus lors de l'événement.
On sert à nouveau des Mitch Morgan le 19 novembre 2009 au Bacathlon, une activité promotionnelle de J&D's Down Home Enterprises décrite comme « la première compétition athlétique et d'endurance basée sur le bacon », et qui comprenait notamment une tentative d'établir le record mondial de consommation de bacon.